# یواس‌اس کرون (دی‌دی-۹۷۰)
یواس‌اس کرون (دی‌دی-۹۷۰) (به انگلیسی: USS Caron (DD-970)) یک کشتی بود که طول آن 529 ft (161 m) waterline; 563 ft (172 m) overall بود. این کشتی در سال ۱۹۷۵ ساخته شد.